# Stubenbergsee
Der Stubenbergsee ist ein künstlich angelegter Badesee unterhalb der steirischen Gemeinde Stubenberg. Er liegt am Fuße des Kulm.
Der etwa 40 ha große See wurde zwischen 1968 und 1971 angelegt. Er wird durch das Wasser der Feistritz gespeist, wobei seit einigen Jahren vor dem Einfluss in den See Reinigung und Aufbereitung erfolgt. Das Wasser wird am Nordufer in den See geleitet und an der Südwestecke wieder in die Feistritz zurückgegeben. Um Überwärmung zu verhindern, wurde ein Kühlsystem in Form einer Tiefenbelüftung eingerichtet. Von Norden nach Süden erstreckt sich der See über etwa 1.000 m, von Westen nach Osten über etwa 420 m.
Vor allem am Ost- und am Nordufer sind verschiedene Freizeiteinrichtungen wie gastronomische Betriebe, Umkleidemöglichkeiten, Boots- und Fahrradverleih, Beachvolleyballplätze, Surfschule, Kinderspielplätze etc. und Liegewiesen angeordnet.
In den letzten Jahren hat der See-Betreiber, die Gemeinde Stubenberg, innerhalb des Seeareals einige Einrichtungen angebaut, um ihn noch attraktiver zu machen: Das Strandbad wurde mit einer 60-Meter Wasserrutsche, mit einem Sandstrand, einem Piratenschiff, Sitzsteinen und einem kleinen Leuchtturm zu einem Babyparadies gestaltet, während am Oststrand ein Sprungfelsen gebaut worden ist. Dabei handelt es sich um einen künstlichen Felsen – ein natürlicher Stein wäre in dieser Größe nicht transportabel – der eine 1-Meter- und 3-Meter-Sprungplattform bildet.
Beliebt ist auch das Elektro-Ausflugsschiff am Stubenbergsee, das während der Badesaison – von Ende Mai bis September – für Gruppen gechartert werden kann. Es fasst 60 Personen und für eine einstündige Fahrt wird lediglich der Eintrittspreis am See (6,50 Euro, für Gruppen 3,50 Euro) kassiert.
Das Südostufer grenzt direkt an die steil aufsteigende, bewaldete Flanke zum Buchberg, die südliche Spitze an die Herbersteinklamm mit Geierwand und dem Kranzl als markanter Aussichtspunkt, während das Westufer nur durch einen Damm von der Feistritz getrennt ist. Um den See zieht sich ein rund 3 km langer asphaltierter Weg, der wegen des völlig ebenen Verlaufs von Inlineskatern geschätzt wird.
Parkmöglichkeiten gibt es am Ost- und am Nordufer. In der Saison wird für den Eintritt eine Gebühr verlangt.

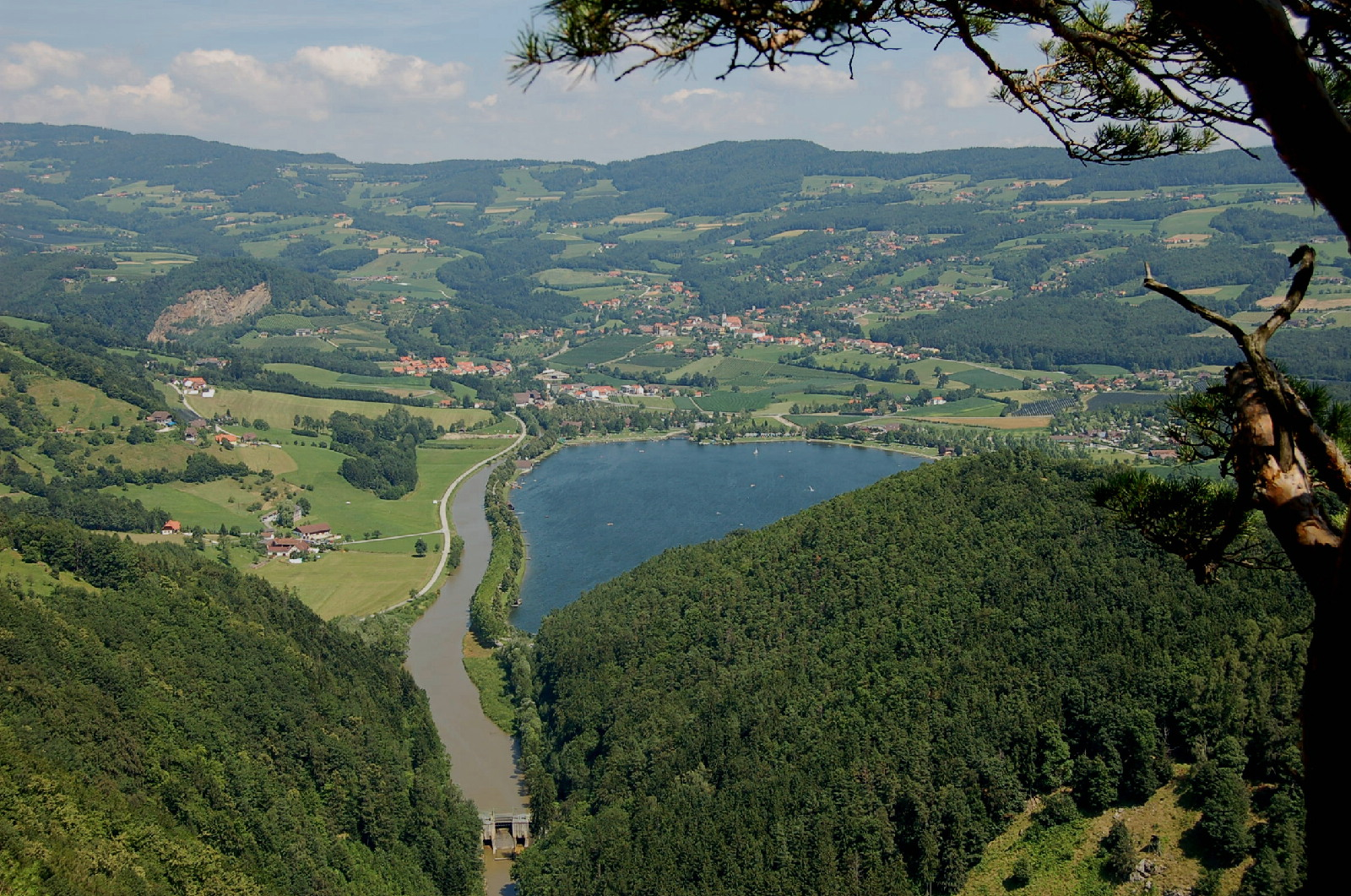
Blick von der Geierwand auf den Stubenbergsee und die Feistritz
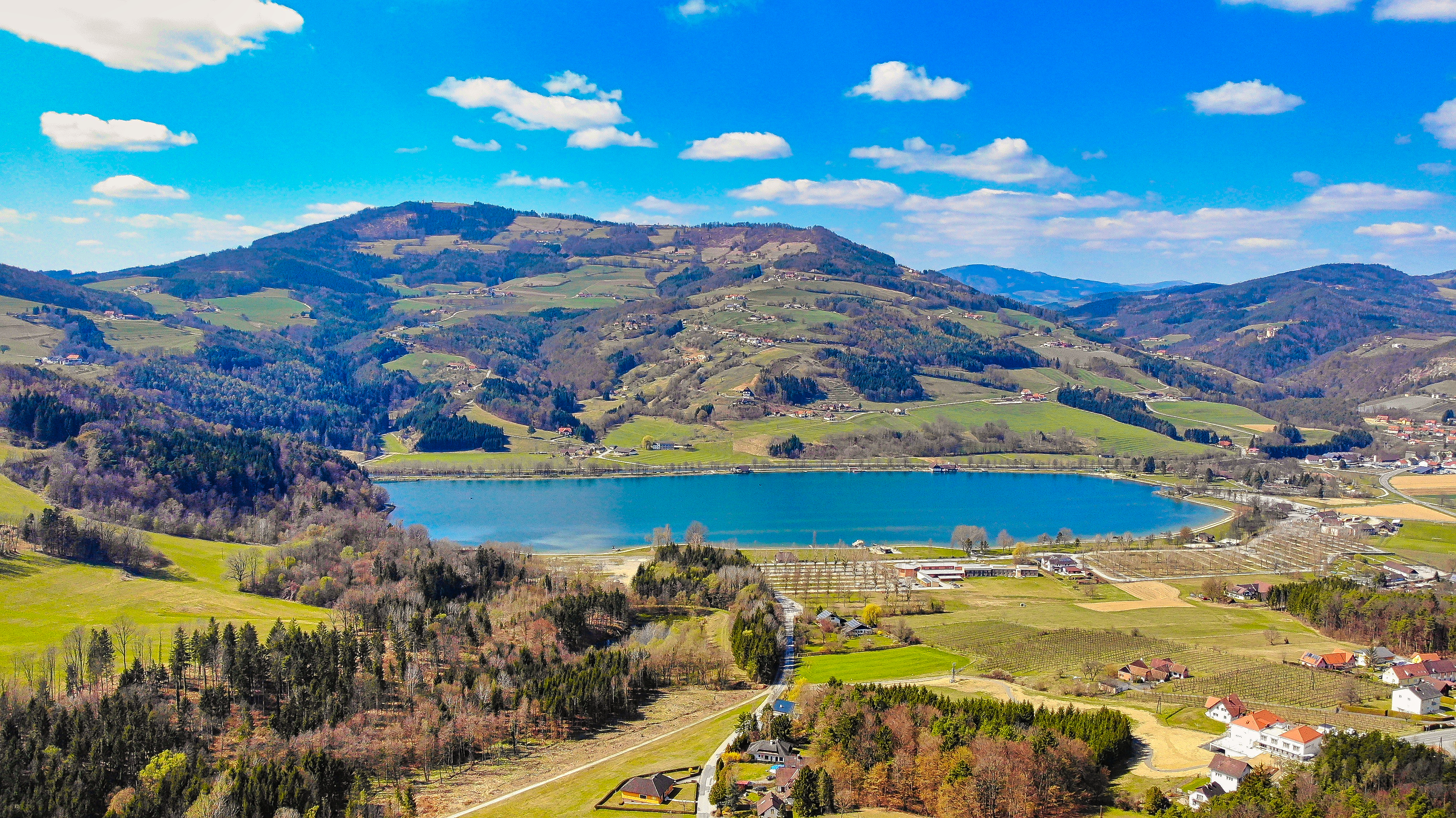
Luftbildaufnahme vom Stubenbergsee